# 竹ノ内美奈子
竹ノ内 美奈子（たけのうち みなこ、1970年8月8日 - ）は、日本の声優、女優。かつては劇団21世紀FOXに所属していた。長野県出身。

## 主な出演

### テレビアニメ
- 恐竜冒険記ジュラトリッパー（ドジ）
- GREGORY HORROR SHOW（スリーピーシープ）
- こどものおもちゃ（如月クリス）
- SHADOW SKILL -影技-（フェオリナ）
- それいけ!アンパンマン（ネコ美）
- それゆけ!宇宙戦艦ヤマモト・ヨーコ（スチュワーデス）
- 逮捕しちゃうぞ （子供）
- 天空のエスカフローネ（部員D、生徒A）
- BLUE SEED（女）

### OVA
- アイドルプロジェクト（テンタクルズ）
- 淫獣ねらわれたアイドル（村瀬郁美）

### ゲーム
- あいたくて… 〜your smiles in my heart〜（楠木ともみ）
- 花札グラフィティー〜恋々物語（天野朋子）

### ドラマCD
- CDシアター ドラゴンクエストVI（ターニア）